# Sten från månen

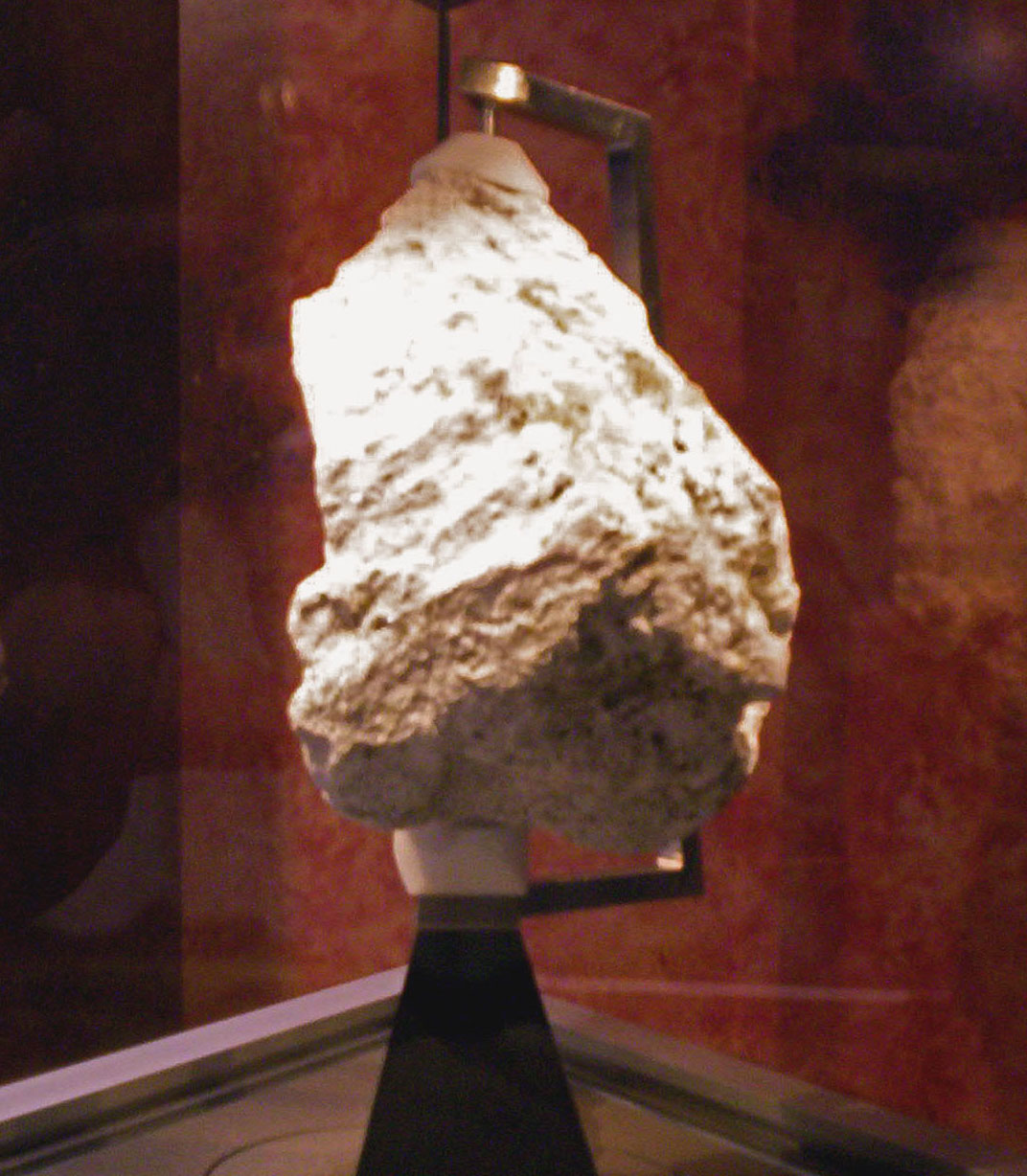
Lunar Ferroan Anorthosite #60025. Insamlad av Apollo 16

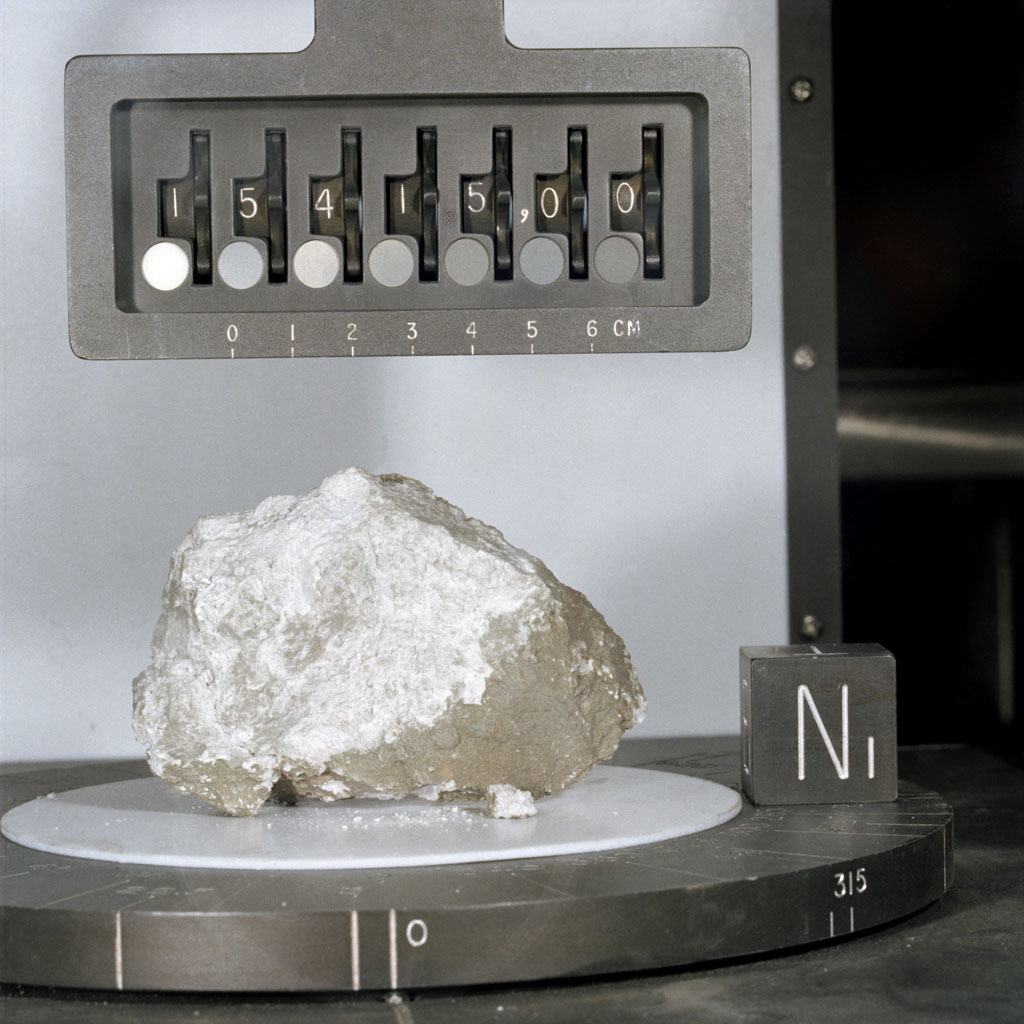
Genesis-stenen hämtad med Apollo 15.

Sten från månen har samlats in av amerikanska Apollo, sovjetiska och kinesiska rymdfarkoster. De amerikanska Apollofarkosterna hämtade under sex insamlingar 2 415 stenar och andra föremål som totalt vägde 382 kg. De flesta av dessa samlades in av Apollo 15, 16 och 17. Sovjetiska rymdfarkoster samlade in ytterligare 326 gram månsten vid tre tillfällen. 2020 hämtade den kinesiska rymdsonden Chang'e 5 1,7 gram från månens yta. 

## Insamling
Till den månsten som Apollofarkosterna samlade in användes flera olika sorters verktyg, bland annat hammare, skopor, tänger och dylikt. De flesta exemplar blev fotograferade innan man samlade in dem för att dokumentera i vilket skick stenen hade hittats. Stenen placerades sedan i påsar och sedan in i en speciell isolerad miljöbehållare så att de inte skulle bli påverkade vid ankomst till jorden.

## Egenskaper
I stort sett så är stenarna från månen extremt gamla om man jämför dem med stenar på jorden, vilket man har bestämt med radiometrisk datering. De yngsta månstenarna är äldre än de äldsta som har påträffats på jorden. Månstenarnas åldrar sträcker sig från 3,2 miljarder år för basaltstenarna som hittats i månhaven, ända till 4,6 miljarder år uppe på månens högland. Exemplaren härstammar alltså från en mycket tidig del av solsystemets historia.
De insamlade stenarna har egenskaper som liknar dem hos stenar på jorden, särskilt i fördelningen av syreiostoper. Stenar från månen brukar dock innehålla lägre andelar järn. Bland de nya mineral som påträffades på månen finns armalcolit, som har fått sitt namn efter de tre astronauterna på Apollo 11: Armstrong, Aldrin och Collins.

## Förvaring
Det huvudsakliga försvaringstället för den insamlade månstenen är i Lunar Sample Building som ligger inom Lyndon B. Johnson Space Center i Houston, Texas. För säkerhets skull finns också en mindre samling månsten i Brooks Air Force Base i San Antonio, Texas. De flesta stenarna ligger i behållare fyllda med kvävgas för att skydda dem från fukten i jordens atmosfär. De hanteras endast indirekt med hjälp av speciella verktyg. I Sverige finns ett exemplar av månsten i Tekniska museet samlingar.

## Värde
Sten från månen anses för tillfället vara närmast ovärderlig. År 1993 såldes tre små månstensfragment som vägde 0,2 gram för 442 500 USA-dollar. År 2002 stals ett kassaskåp från Lunar Sample Building som innehöll fragment av stenar och annat material från månen och Mars. Fragmenten återfanns dock och NASA beräknade i samband med en rättegångsförhandling 2003 att värdet av fragmenten, med en sammanlagd vikt av 285 gram, uppgick till 1 miljon USA-dollar. Några hundra stenar från månen gavs senare bort till andra nationer och amerikanska guvernörer. Åtminstone ett av dessa exemplar blev stulet, sålt och återfunnet. Månsten skänkes också till utvalda museer, bland annat National Air and Space Museum, Kansas Cosmosphere and Space Center och besökscentret i Kennedy Space Center där det är möjligt att "röra vid en bit av månen", vilket egentligen är en liten månsten som har cementerats in i en pelare i mitten av ett bankvalv som turister får guidade turer igenom. NASA påstår att nästan 295 kg av det ursprungliga lagret av 382 kg månsten fortfarande är i toppskick inne i bankvalvet på Lyndon B. Johnson Space Center. Litet måndamm samlades upp av en anställd hos Hasselblad när man gjorde rent kamerorna efter ett uppdrag.